# Дитятки
Дитя́тки —  село в Україні, у Іванківській селищній громаді Вишгородського району Київської області. Населення — 571 особа. Село розташовано на межі Чорнобильської зони відчуження. Поблизу села знаходиться головний контрольно-пропускний пункт у зону відчуження. До аварії було у складі Чорнобильського району, та до 2020 року було у складі Іванківського району.

## Історія
Колишня назва — Дитятичі. 
Перші згадки про село датуються 1864 р. У «Сказаниях о населенных местностях Киевской губернии» Похилевича зазначено, що село Дитятки лежить на водороздільній височині річок Тетерів і Уж, біля бору. 
За переказами, колись до самого поселення підступав дрімучий ліс з великою кількістю птахів та звірів. У лісових озерах було багато риби. У дуплах дерев роїлися дикі бджоли. Жителі села займалися землеробством, бджолярством, полювали на звіра, ловили рибу. 
Під час одного з нападів татари знищили все село. Уціліло випадково лише одне дитятко. Відтоді й пішло: «Де таких красенів наловив?» - «Отакечки, де дитятко знайшли» чи «Коло Дитятки».
Поселення горіло тричі: У XVIII ст., під час українсько-московської та німецько-радянської війн. На початку XIX ст. між Терехами і Дитятками збудували паперову фабрику, яка стала гордістю поліського краю. Продукція фабрики вивозилася в Західну Європу. Під час революції 1905 р. фабрика згоріла.
7 (20) листопада 1917 року, відповідно до Третього Універсалу Української Центральної Ради, увійшло до складу Української Народної Республіки.
Внаслідок поразки Перших визвольних змагань село надовго окуповане більшовиками.
25 серпня 1941 року Дитятки захопили гітлерівці. Населення, що залишилось на окупованій території, чинило опір, за це розстріляно дружину партизана Петра Тимченка, а також дружину Семена Черняка Ганну з малою дитиною. 
154 жителі села із тих, що воювали на боці СРСР, нагороджені радянськими орденами та медалями.
У Дитятках розташовувалася центральна садиба колгоспу ім. Мічуріна. У 1974 р. до його складу ввійшов колгосп «Заповіти Ілліча» с. Зорин. Тоді ж було утворено Дитятківську сільську раду, до якої ввійшли населені пункти Зорин і Фрузинівка. 
26 квітня 1986 р. під час ліквідації наслідків аварії на ЧАЕС брала участь більшість жителів села, чим завдала непоправної шкоди своєму здоров'ю (нині на території села проживають 205 ліквідаторів).
У 1988 р. Дитятківська сільська рада колишнього Чорнобильського району була приєднана до Іванківського району. Майже 20 років сільську раду очолювала Катерина Іванівна Нечипоренко.
12 червня 2020 року, відповідно до розпорядження Кабінету Міністрів України № 715-р «Про визначення адміністративних центрів та затвердження територій територіальних громад Київської області», увійшло до складу Іванківської селищної територіальної громади.
19 липня 2020 року, в результаті адміністративно-територіальної реформи та ліквідації Іванківського району, село увійшло до складу новоутвореного Вишгородського району.
З кінця лютого до 1 квітня 2022 року село було окуповане російськими військами.

## Інфраструктура села
Нині в Дитятках працюють Будинок культури, бібліотека, ФАП, 5 магазинів, 2 пилорами. Головне підприємство - СВК ім. Мічуріна, в обробітку якого 350 га землі. Спеціалізація кооперативу - зернове господарство і м'ясо-молочне тваринництво.

## Видатні люди села
Гордістю села є ветерани праці, відзначені державними нагородами: Анастасія Шихненко, Уляна Вахненко, Катерина Піскун, Микола Романенко, Анатолій Батечко, колишня голова сільської ради Ольга Онис - нагороджена медаллю «1500 років Києву». 
У Дитятках проживають славні родини Петра та Ірини Шайдів, Анастасії Шихненко, Миколи та Валентини Романенків, Миколи та Віри Андріяків, Виктора та Марії Сидорових, Болеслава та Марії Пелехівських, Івана та Надії Пискунів, Анатолія та Ольги Батечків.

## Галерея

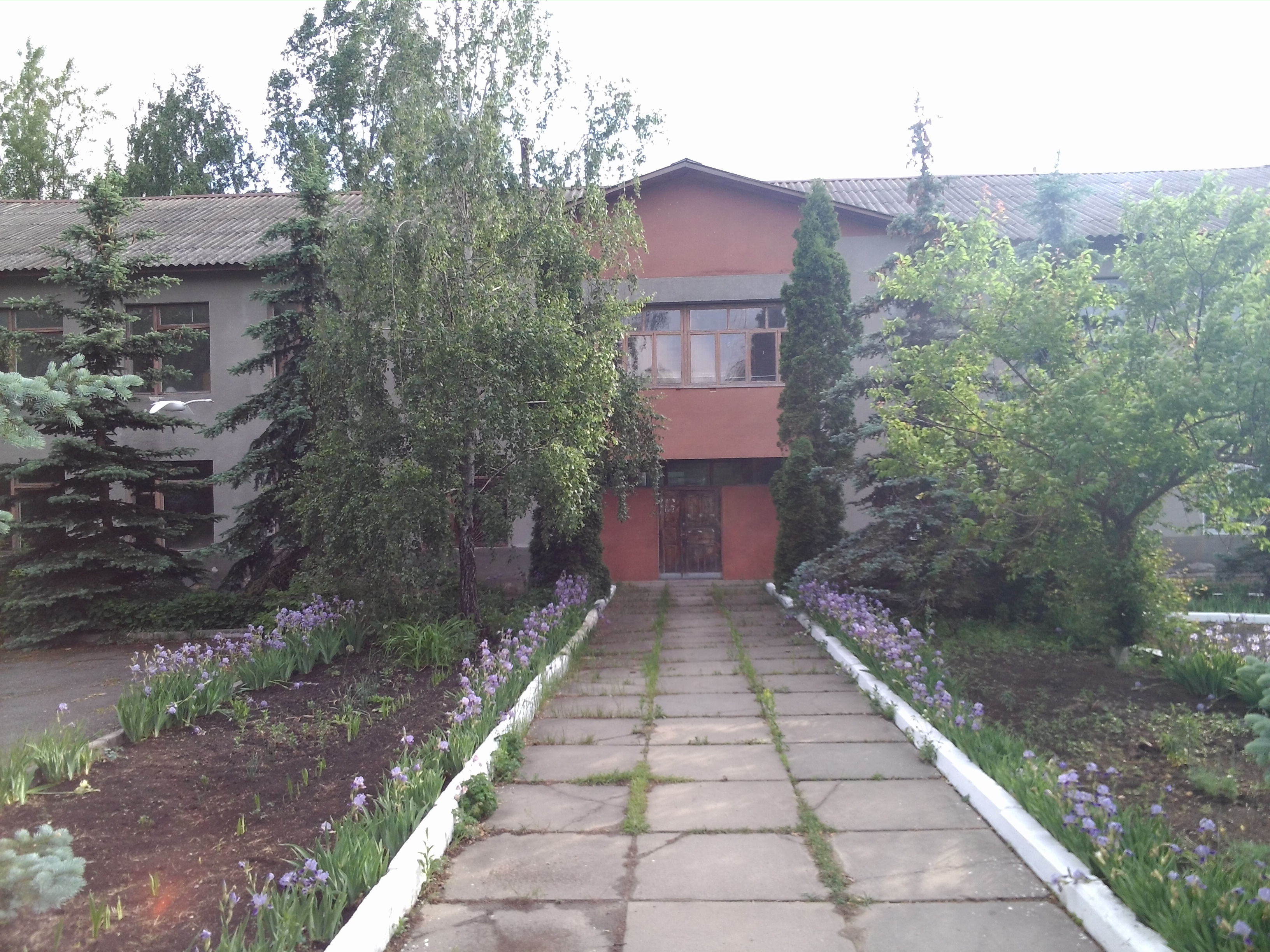
Будівля у Дитятках
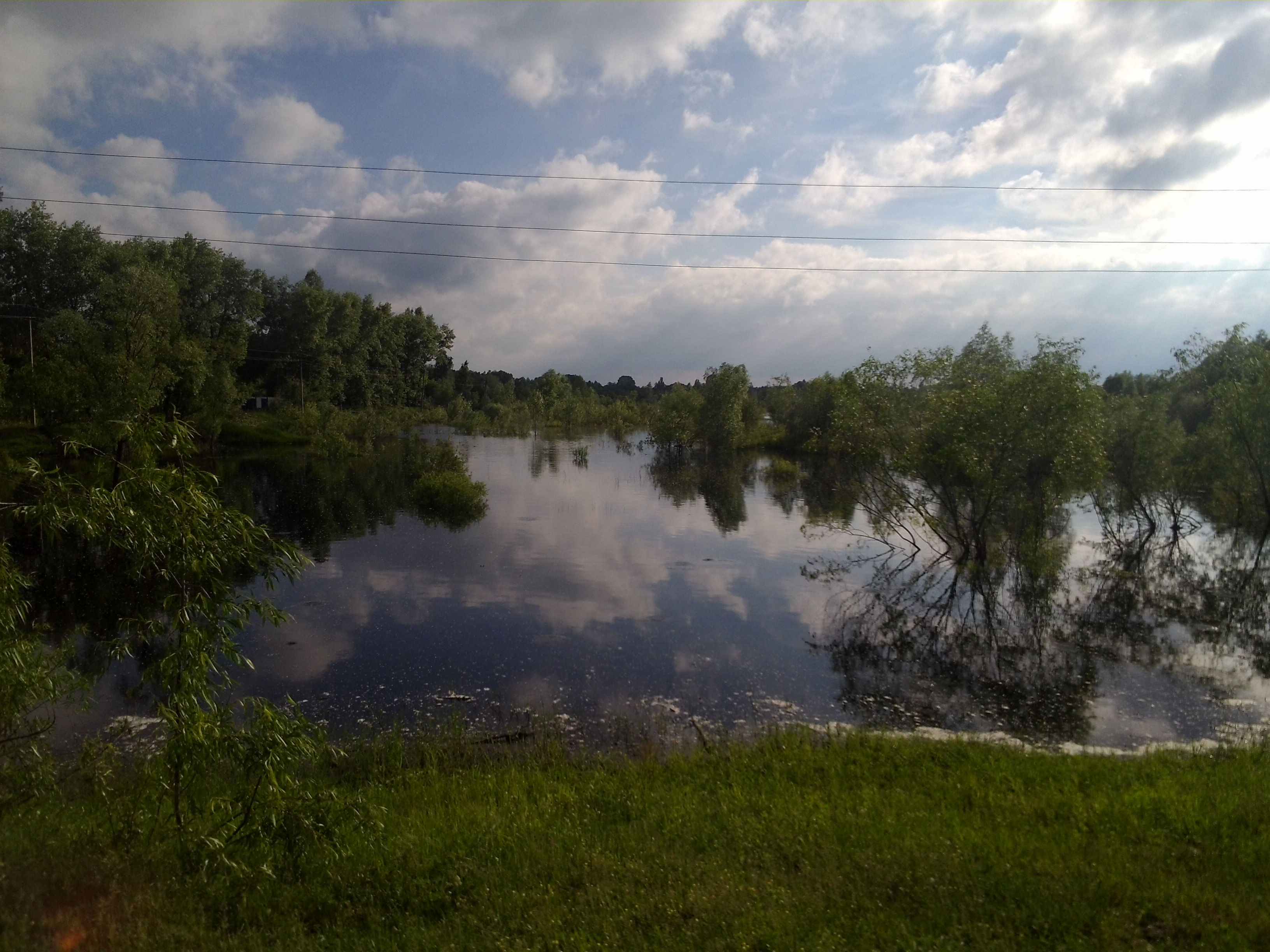
В околиці села
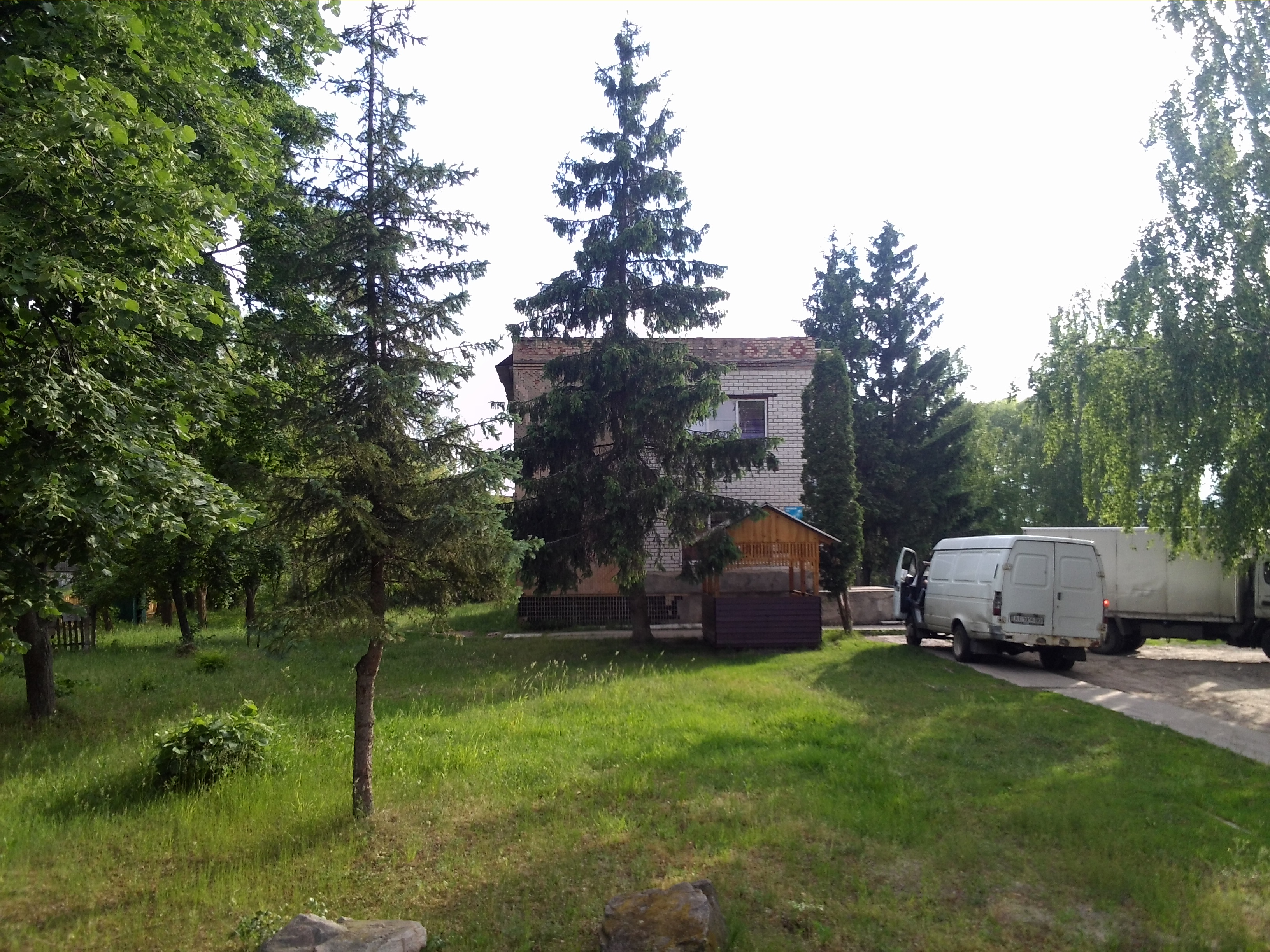
У центрі села
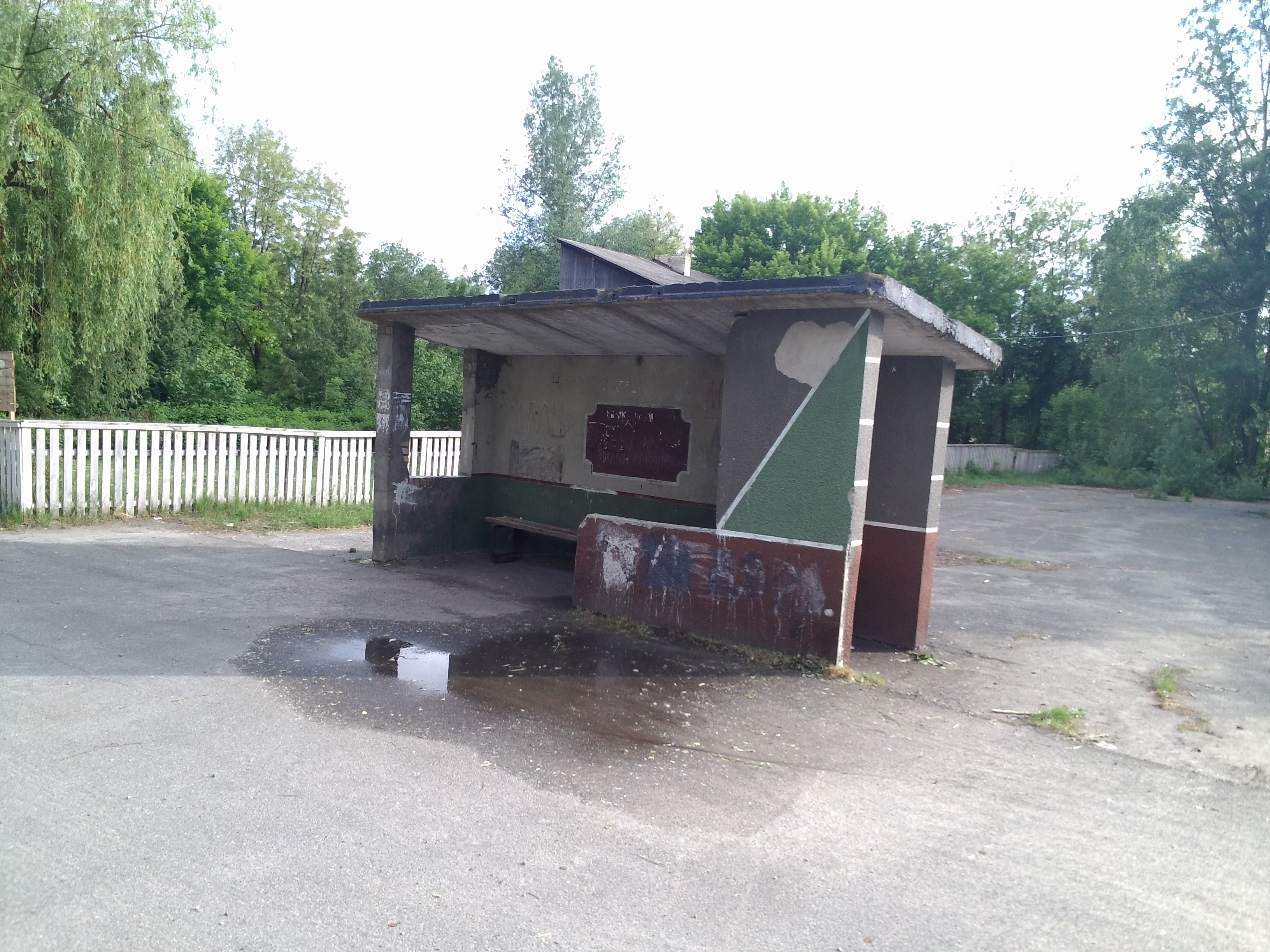
Автобусна зупинка
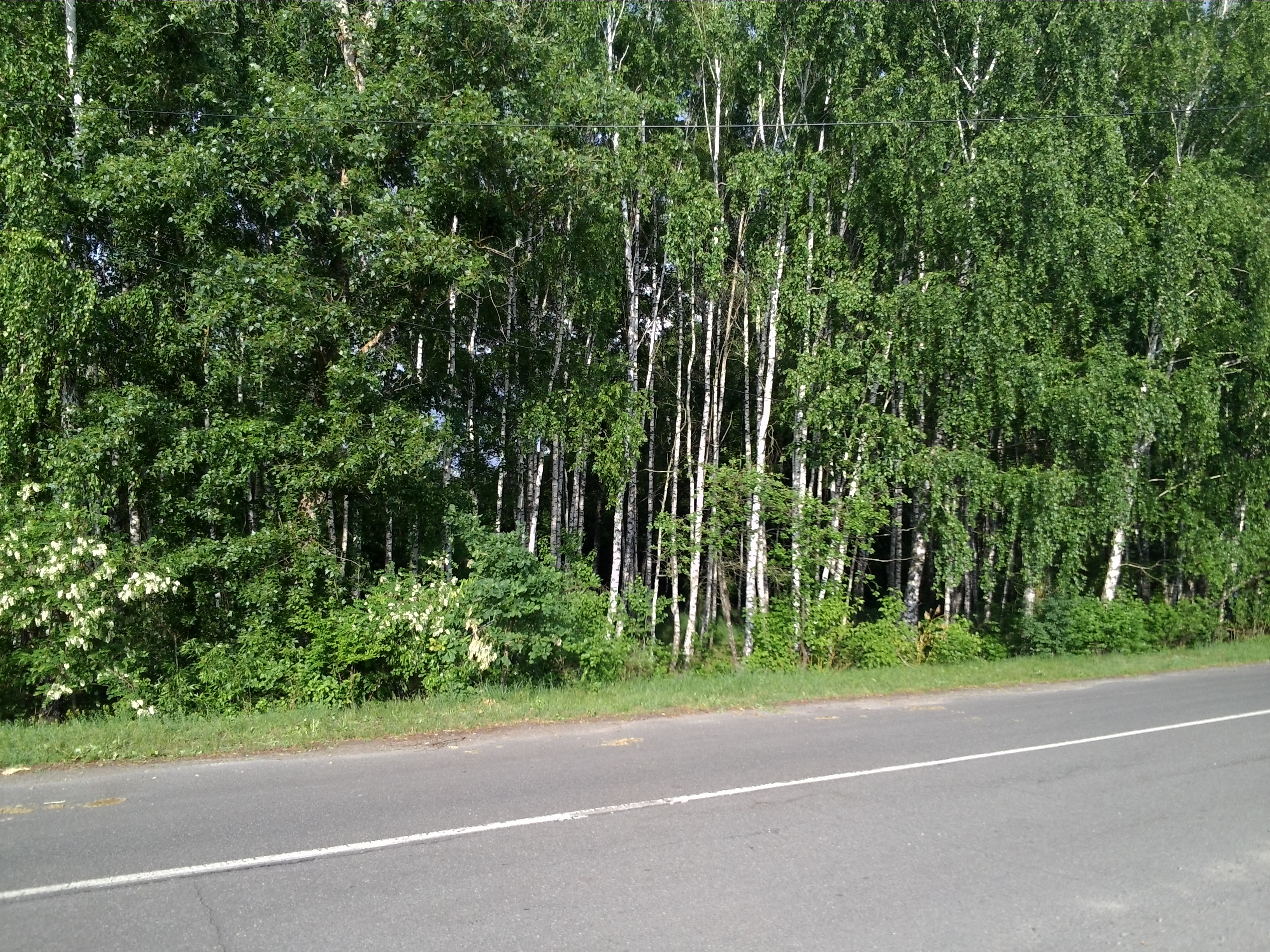
Дорога та ліс
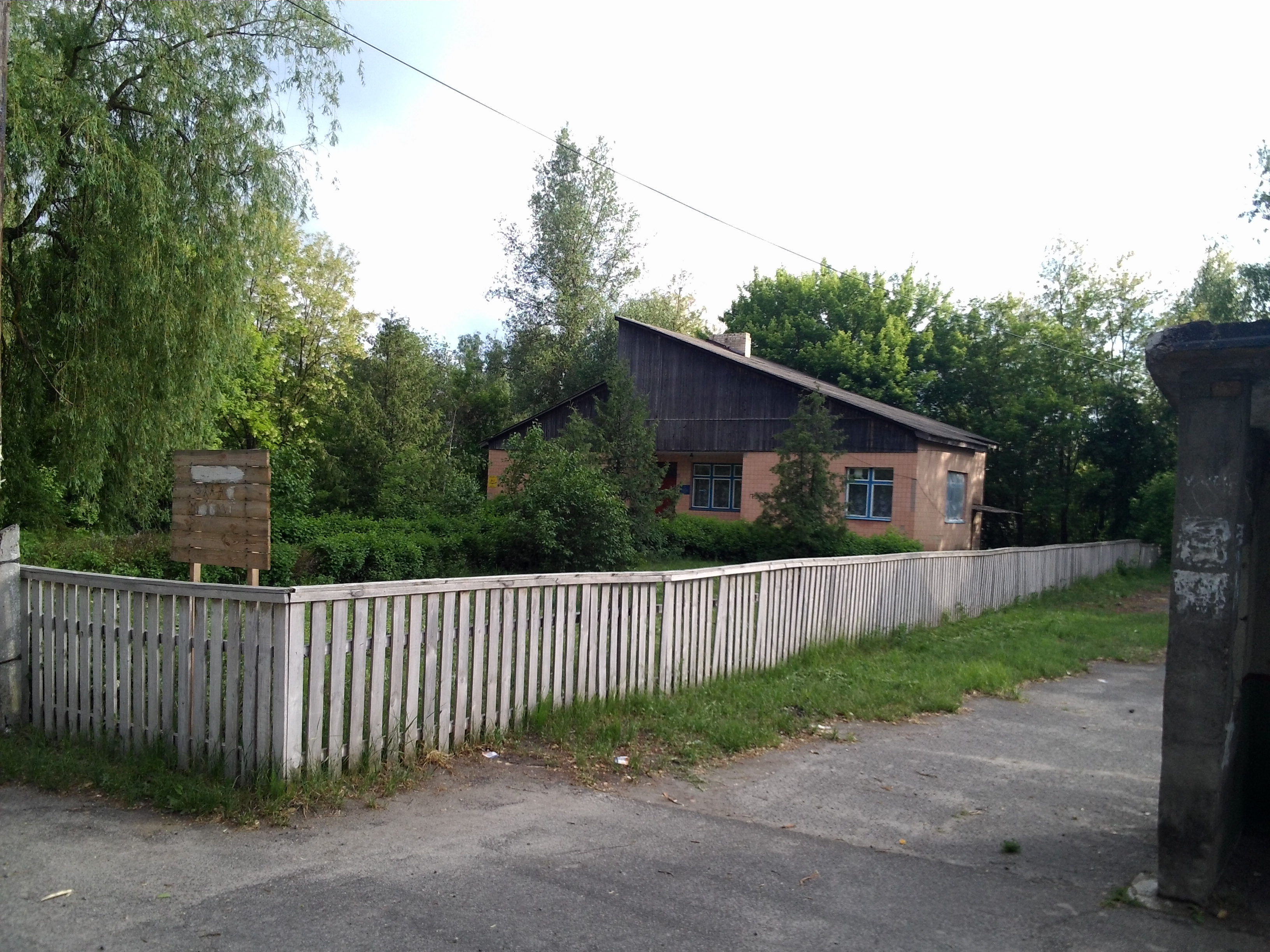
Будинок
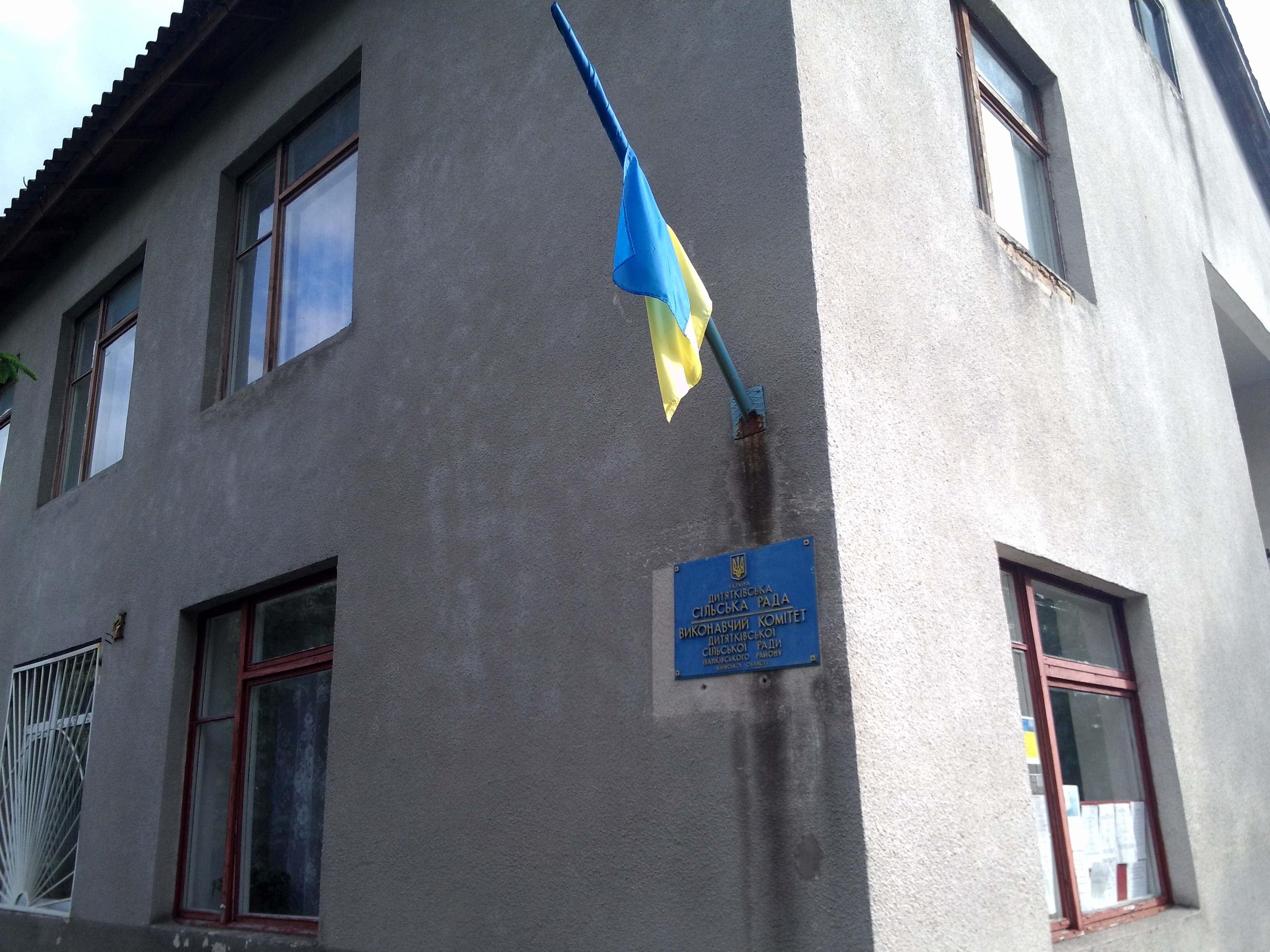
Сільська рада
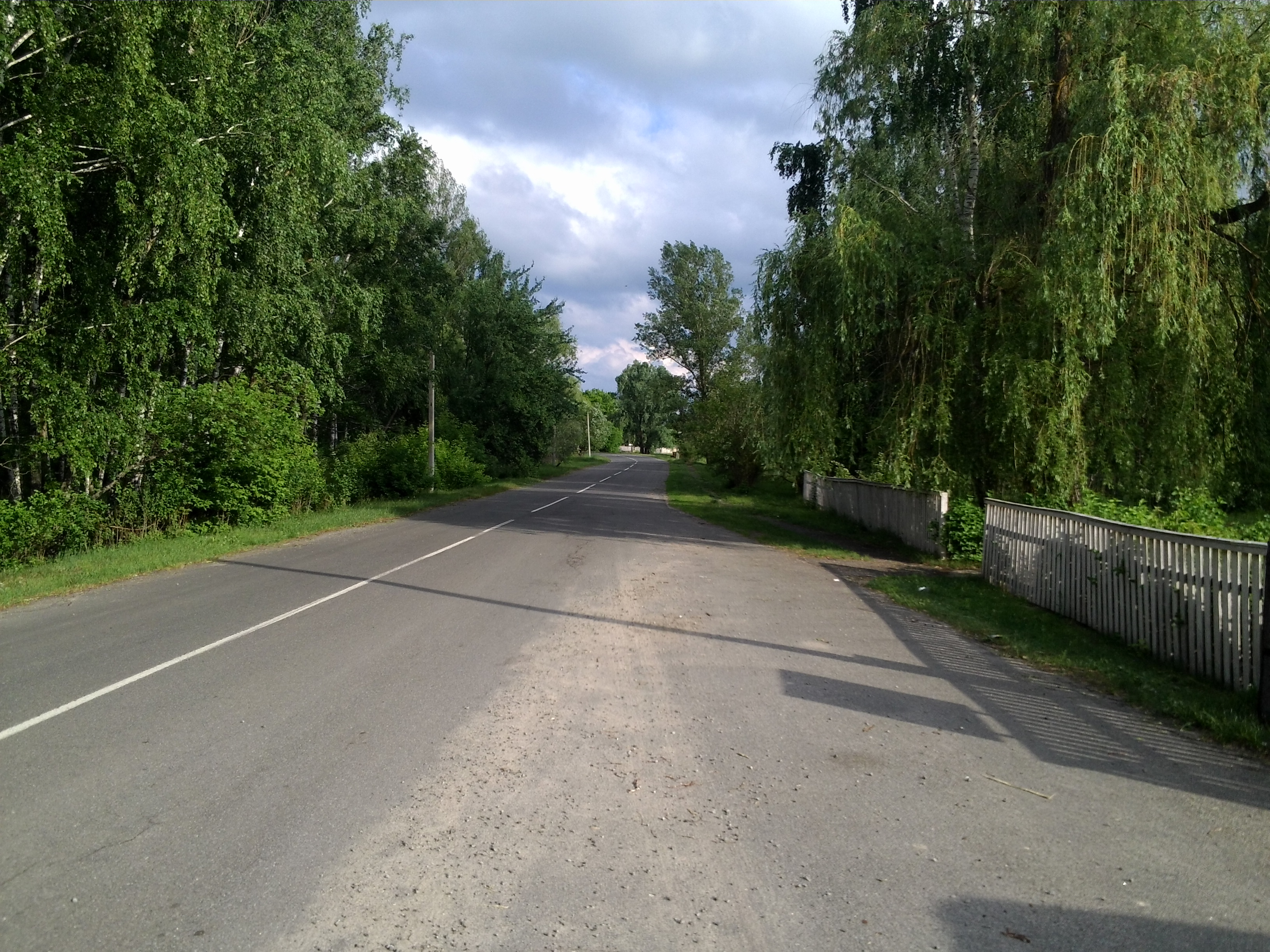
На головній вулиці села
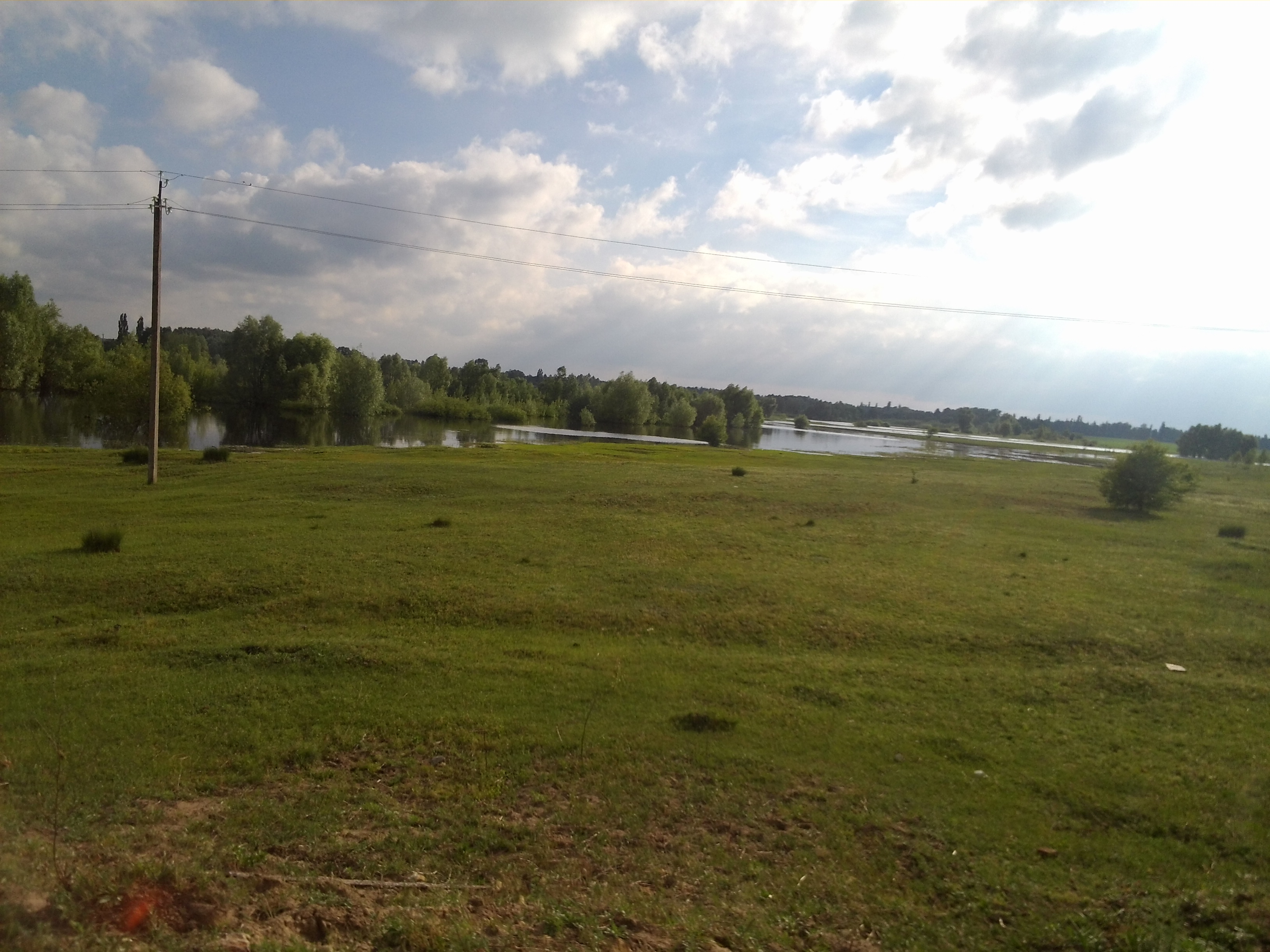
Поблизу села
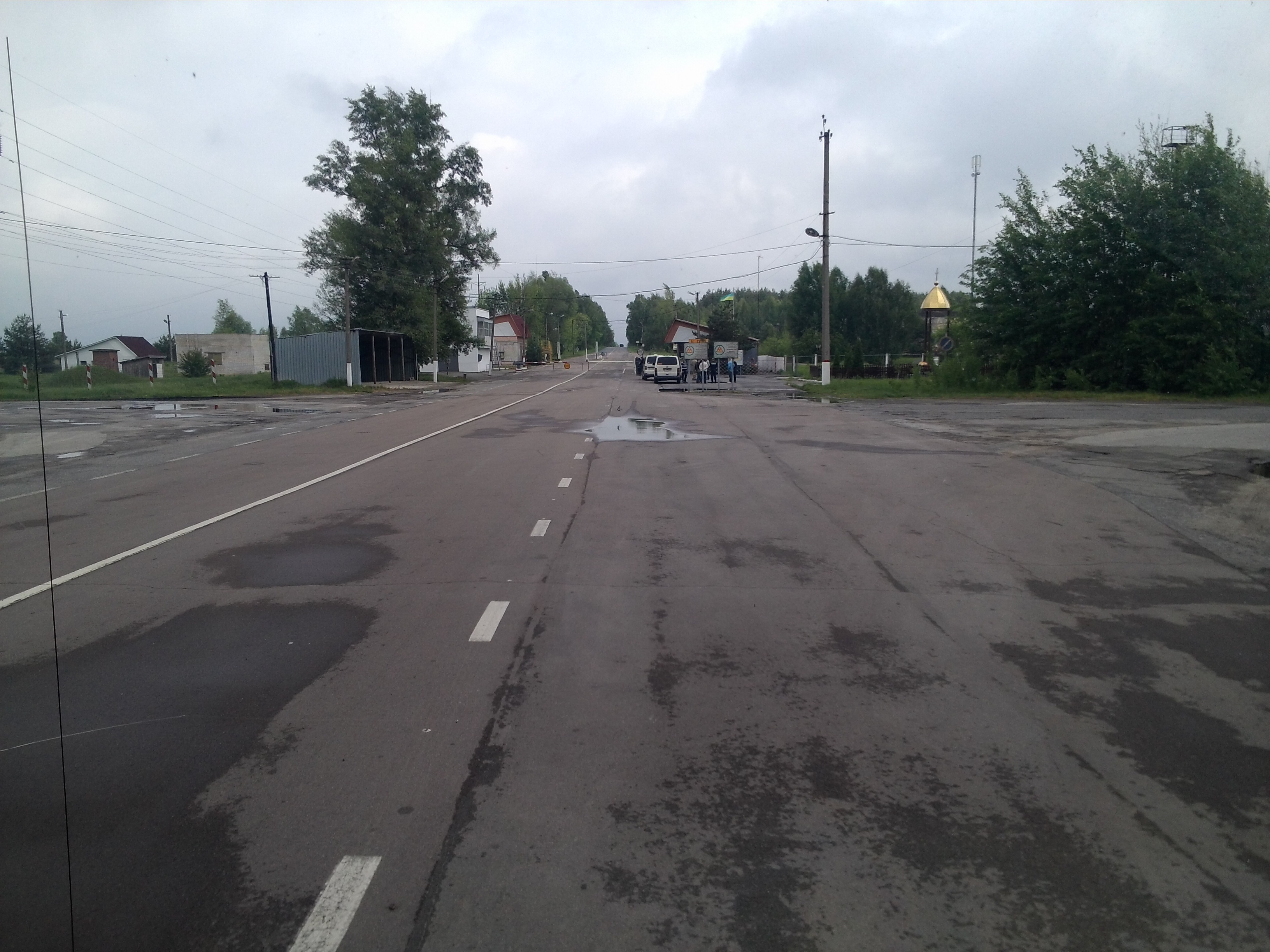
Прямо — КПП, праворуч — дорога до села